# Мікаела Вашингтон
Мікаела Вашингтон (англ. Michaela Washington; нар. 27 січня 1966) — колишня американська тенісистка.

## Фінали Туру WTA

### Одиночний розряд (0-1)
| Результат | Дата                                      | Турнір       | Рівень          | Покриття | Суперниця      | Рахунок       |
| --------- | ----------------------------------------- | ------------ | --------------- | -------- | -------------- | ------------- |
| Поразка   | Central Fidelity Banks International 1984 | Ричмонд, США | $50,000 (Ginny) | Тверде   | Джоанн Расселл | 3–6, 6–4, 2–6 |